# Yigal Allon

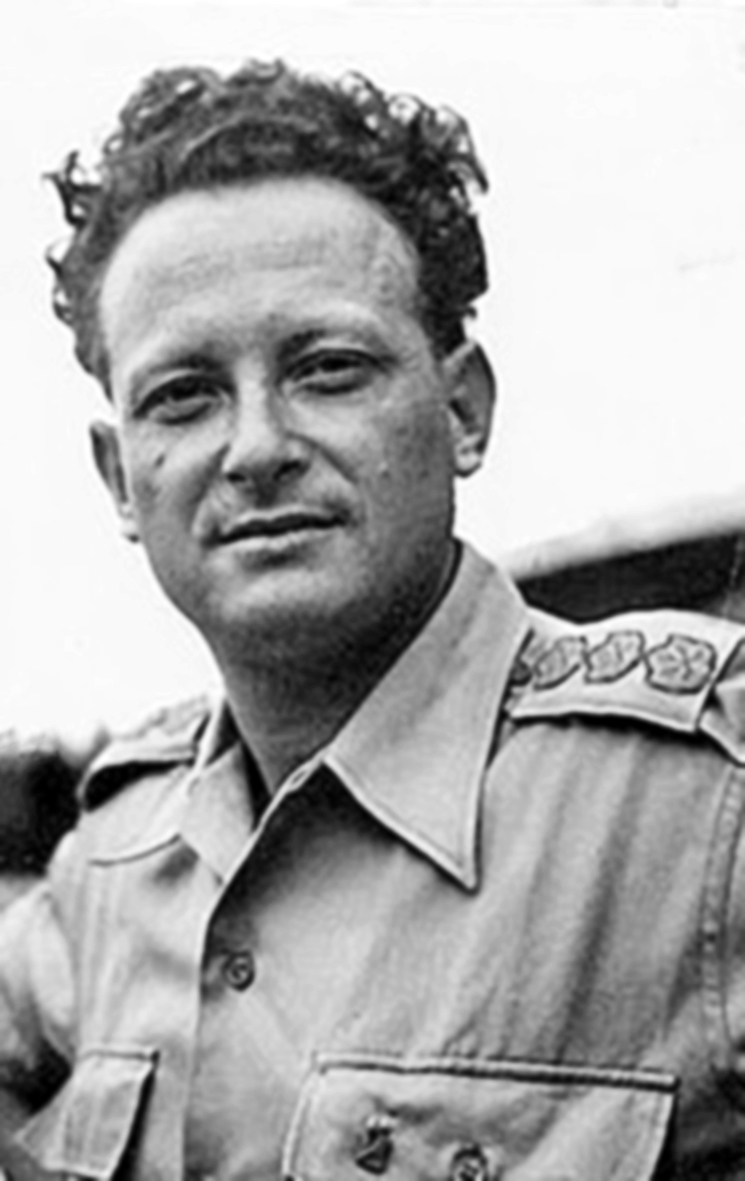
General Yigal Allon.

Yigal Allon, född 10 oktober 1918 i Kfar Tavor i Galileen, död 29 februari 1980 i Afula i Norra distriktet, var en israelisk general och politiker.

## Militär
Under andra världskriget stred han med britterna, bland annat under befäl av Orde Wingate. 1945 blev han chef för Palmach. Han förde därefter befälet över ett frontavsnitt i det arabisk-israeliska kriget 1948 och utnämndes senare till general.

## Politiker
Yigal Allon var ledamot av Knesset från 1955 till sin död. Han blev regeringsledamot 1961 och var arbetsminister till 1968 och därefter chef för invandringsministeriet  och Levi Eshkols ställföreträdare. När Eshkol avled 1969 blev Allon under en kort tid regeringschef, men återgick den 17 mars 1969 till ställningen som vice premiärminister och kulturminister i Golda Meirs regering till 1974. Han var sedan utrikesminister fram till 1977.

## In memorian
I en omröstning, genomförd av israeliska nyhetsmedier, om de 200 mest betydande israelerna genom tiderna placerades Yigal Allon på plats nr 65. 